# Giovanni Archinto
Giovanni Archinto (ur. 10 sierpnia 1736 w Mediolanie, zm. 9 lutego 1799 tamże) – włoski kardynał.

## Życiorys
Urodził się 10 sierpnia 1736 roku w Mediolanie, jako syn Filippa Archinta i Giulii Borromeo-Arese. Studiował na Uniwersytecie Pawijskim i La Sapienzy, gdzie uzyskał doktorat utroque iure. Był szambelanem Klemensa XIII i referendarzem Najwyższego Trybunału Sygnatury Apostolskiej. 2 marca 1760 roku przyjął święcenia diakonatu, a dzień później – prezbiteratu. Następnie został protonotariuszem apostolskim i relatorem Świętej Konsulty. 1 grudnia 1766 roku został wybrany tytularnym arcybiskupem Filippi, a tydzień później przyjął sakrę. W latach 1766–1769 pełnił funkcję nuncjusza apostolskiego w Toskanii, a ponadto był asystentem Tronu Papieskiego i prefektem Pałacu Apostolskiego. 15 kwietnia 1776 roku został kreowany kardynałem in pectore. Jego nominacja na kardynała prezbitera została ogłoszona 20 maja tego samego roku i nadano mu kościół tytularny SS. XII Apostoli. W 1781 roku został prefektem Kongregacji ds. Obrzędów. 1 czerwca 1795 roku został podniesiony do rangi kardynała biskupa i otrzymał diecezję suburbikarną Sabina-Poggio Mirteto. W czasie francuskiej okupacji Rzymu, został wygnany do Mediolanu, gdzie zmarł 9 lutego 1799 roku.